# Sybaris
Sybaris (altgriechisch Σύβαρις) war eine griechische antike Stadt am Golf von Tarent. Ihre Reste wurden in den 1960er Jahren auf dem Gebiet der Gemeinde Cassano allo Ionio lokalisiert.

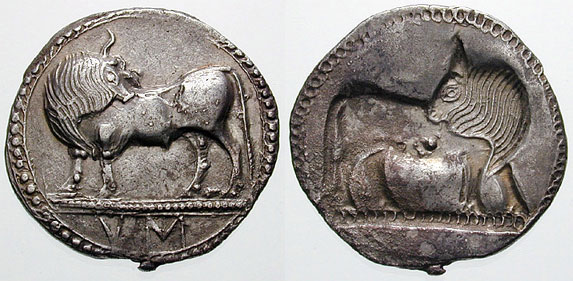
Antike Münze aus Sybaris mit einem Stierbild (vor 510 v. Chr.)

## Geschichte

### Gründung
Sybaris wurde um 720 v. Chr. an der Ostküste Kalabriens als Kolonie von Achaiern aus Helike sowie einigen Troizenern gegründet und gelangte durch die Fruchtbarkeit des Gebiets und durch Handel bald zu bedeutender Macht und Größe. Es gründete mehrere Tochterkolonien, unter anderem Poseidonia (lateinisch Paestum), sowie Laos und Skidros, und herrschte über 25 Städte und 4 Völkerschaften des Umlands. Nach Diodor verdankte die Stadt Wachstum und Wohlstand vor allem auch ihrer Bereitschaft, Einwanderern das Bürgerrecht zu gewähren. Sowohl Diodor als auch Strabon nennen eine Bevölkerungszahl bzw. Heeresstärke von 300.000, doch die Angabe wird bezweifelt. Als Umfang der Stadt gibt Strabon 50 Stadien (etwa 9 km) an. An Gebäuden werden von Athenaios eine Agora und ein Tempel der Hera erwähnt.

### Blütezeit
Der prächtige und luxuriöse Lebensstil der „Sybariten“ wurde im antiken Griechenland schließlich sprichwörtlich. Sybaritismus ist heute ein Begriff für Völlerei und Genusssucht, Sybarit bezeichnet einen dem Luxus ergebenen Weichling. Zum Wohlleben der Sybariten siehe auch den Abschnitt über Sybaris im Artikel Tryphe.
Das sybaritische Luxusleben wurde zum Gegenstand von zahlreichen Anekdoten, von denen einige im Gelehrtenmahl des Athenaios überliefert sind. Sybaritikoi logoi („sybaritische Geschichten“) scheinen im 5. Jahrhundert v. Chr. fast eine literarische Gattung gebildet zu haben. Einige dieser Erzählungen gehen ins Sagenhafte und erinnern stark an Geschichten aus dem Schlaraffenland. Aus den Thuriopersai des Metagenes, eines Komödiendichters des 5. Jahrhunderts:

„[…] der andere Fluss [Sybaris] schiebt eine Woge von Käsekuchen und Fleisch und gekochten Rochen, die zu uns herüberschwänzeln, auf uns zu, während die kleineren Zuflüsse mit gebackenem Tintenfisch, mit Meerbrassen und Panzerkrebsen dahinfließen […] Von selbst gedämpfte Fischstücke kommen heran und gleiten in unseren Mund.“

Abgesehen von solchen sybaritischen Anekdoten gab es für die antiken Geschichtsschreiber aus der Blütezeit von Sybaris offenbar wenig zu berichten. Es werden die engen Handelsverbindungen zwischen Sybaris und Milet erwähnt, von wo die Sybariten die Wolle für ihre Gewänder bezogen. So eng und einträglich war diese Verbindung, dass bei der Zerstörung von Sybaris in Milet öffentliche Trauer herrschte: Herodot berichtet, die Jugend von Milet habe sich als Zeichen der Trauer die Haare geschoren. Auch dass die Sybariten intensiv Handel mit den Etruskern und den Ioniern trieben, die gleich ihnen Wohlleben schätzten, wird berichtet.
Als Kulturleistungen und Erfindungen der Sybariten werden von Athenaios die Badewanne und der Nachttopf genannt. Der Nachttopf wäre allerdings nicht unter das Bett gestellt, sondern zu Gastmählern mitgenommen worden. Außerdem seien sie die ersten gewesen, die Gesetze zum Lärmschutz erließen. Die Sybariten duldeten keine lärmintensiven Handwerke wie Schmiede und Zimmerer in der Stadt. Um den Schlaf der Anwohner zu schützen, durften nicht einmal Hähne gehalten werden.
Im Bereich sportlicher Wettkämpfe scheint Sybaris wenig Erfolg beschieden gewesen zu sein. Der einzige Sieger bei Olympischen Spielen, von dem berichtet wird, war Philytas von Sybaris, der bei den 41. Spielen Sieger beim Boxen für Knaben war. Wo direkt kein Preis zu erringen war, versuchten die Sybariten Athenaios zufolge, sportliches Ansehen zu kaufen, indem sie zeitgleich mit den Olympischen Spielen selbst Spiele ausrichteten. Siegespreise in ungewöhnlicher Höhe wurden ausgesetzt, damit sich Athleten statt für olympischen Ruhm für sybaritisches Geld entscheiden sollten.

### Sybarisches Kochpatent
Auch wenn im Hinblick auf die sybaritischen Anekdoten eine Übertreibung oder gar Spott über die Verhältnisse in dieser Kolonie naheliegt, wird in der Rechtswissenschaft davon ausgegangen, dass im folgenden Sybarischen Kochpatent der „ältest[e] Beleg für einen dem Patentschutz nahekommenden Vorgang“ gesehen werden kann. In Athenaios’ Gastmahl der Gelehrten findet sich folgender Eintrag:
„Wenn ein Konditor oder Koch ein besonderes und ausgezeichnetes Gericht erfand, wurde keinem anderen erlaubt, dieses innerhalb eines Jahres herzustellen; allein der Erfinder war in dieser Zeit berechtigt, aus der Herstellung des Gerichts Nutzen zu ziehen, um anderen einen Anreiz zu bieten, sich mit ähnlichen Bestrebungen hervorzutun“.

### Untergang
Um 510 v. Chr. kam es zu einer Stasis, als ein gewisser Telys Klage gegen die damaligen Führer der Sybariten erhob und erreichte, dass die 500 wohlhabendsten Bürger gewaltsam vertrieben und anschließend enteignet wurden. Die Exilierten flüchteten in die Nachbarstadt Kroton und baten dort um Hilfe. Telys forderte die Krotoner auf, die Flüchtlinge auszuliefern oder mit Krieg zu rechnen. Die Krotoner waren zunächst unschlüssig, ließen sich aber von Pythagoras überreden, das Ultimatum abzulehnen, woraufhin Sybaris ein Heer nach Kroton schickte.
Athenaios schmückt die Geschichte mit blutigen Details: Telys habe 30 Gesandte Krotons ermorden lassen und die Leichen vor die Mauern werfen lassen, den wilden Tieren zum Fraß. Folge des Frevels war laut Athenaios, dass alle Beamten der Stadt in einer der folgenden Nächte den gleichen Traum hatten: Sie sahen die Stadtgöttin Hera über die Agora schreiten und in deren Mitte Galle erbrechen. Weiter zitiert er Herakleides von Pontos, demzufolge die Sybariten Telys schließlich gestürzt und seine Anhänger, die sich zu den Altären flüchteten, dort ermordeten. Diese Schändung der Altäre und Missachtung des Asyls veranlasste demnach das Kultbild der Hera, sich mt Grauen abzuwenden. Zudem entsprang dem Boden des Tempels eine Blutquelle, die so reichlich sprudelte, dass man die Nachbarschaft mit Bronzetüren absperren musste.
Der Verlauf des Krieges bestätigte die düsteren Vorzeichen: Nach 70 Tagen Krieg siegten die Verteidiger von Kroton unter Führung des Athleten Milon, eines mehrfachen Siegers bei den Olympischen Spielen, und eroberten im Gegenzug Sybaris. Diodor zufolge wurde das Verdienst des Sieges dem Milon zugerechnet, der mit seinen olympischen Siegeskränzen und den Attributen des Herakles auf dem Schlachtfeld erschien. Laut Athenaios hatten die Sybariten ihre Pferde darauf trainiert, bei Umzügen sich entsprechend zur Flötenmusik zu bewegen. Als die Krotonier in ihrem Heer nun Flötenspieler einsetzten, „tanzten die Pferde aus der Schlacht“ und desertierten samt ihren Reitern zu den Krotoniern. Bei Herodot schließlich wird berichtet, die Sybariten behaupteten, dass auf der Seite Krotons Dorieus, der Stiefbruder des Spartanerkönigs Kleomenes I. gekämpft habe, während die Krotoner behaupteten, kein Fremder habe ihnen geholfen außer dem Seher Kallias von Elis, der sich vor dem Tyrannen Telys aus Sybaris geflüchtet habe, nachdem die Orakel für den Feldzug gegen Kroton ungünstig ausgefallen seien.
Historischer Kern dieser Erzählungen dürfte sein, dass Kroton in einen internen Konflikt in Sybaris verwickelt wurde. Als Rache wurde Sybaris vollständig zerstört und unbewohnbar gemacht, indem der Fluss Crathis über die Ruinen geleitet wurde. Die Einwohner flüchteten sich in die sybaritischen Apoikien Laos und Skidros an der Tyrrhenischen Küste. Zwei Versuche zum Wiederaufbau scheiterten, stattdessen wurde landeinwärts die Stadt Thurioi neu gegründet.
Das heutige Sibari, ein Ortsteil der Gemeinde Cassano allo Ionio, ist ein Ferienort und liegt etwa fünf Kilometer weiter landeinwärts als das alte Sybaris. Die Fundstücke aus Sybaris sind im archäologischen Museum der Stadt ausgestellt.

## Archäologische Erforschung
Aus den antiken Berichten war nur die ungefähre Lage von Sybaris bekannt. Man wusste, dass es in der Ebene zwischen den Flüssen Crathis (dem heutigen Crati) und dem Sybaris (der heutigen Coscile) lag. Dass von einer der bedeutendsten griechischen Städte des Altertums keine Spur gefunden werden konnte, beschäftigte die Archäologie seit Mitte des 19. Jahrhunderts, als erstmals eine ungefähre Lokalisierung versucht wurde.
Fortschritte waren, wie im Nachhinein klar wurde, erst möglich durch neue Mittel der archäologischen Prospektion. Bei Grabungen wurden Wohnbereiche gefunden, die mit Brunnen versorgt wurden, sowie ein öffentliches Gebäude und eine Töpferei. Im Februar 2013 wurde die archäologische Ausgrabungsstätte durch einen Dammbruch des Crati von Wasser und Schlamm überschwemmt.